# Better Than Ezra
Better Than Ezra é uma banda estado-unidense de rock alternativo formada em 1987, e que ja teve contrato com a End Records. É considerada uma das precursoras do pós-grunge que ainda estava em surgimento. Lançou o hit "Normal Town" como single para a trilha sonora do filme An American Werewolf in Paris, em 1997.